# Suramericano de Natación de 2004 - 200 m. Mariposa Femenino
La prueba de 200 m mariposa femenino del campeonato sudamericano de natación de 2004 se realizó el 27 de marzo de 2004, el tercer día de competencias del campeonato. Dos nadadoras lograron la marca clasificatoria a los Juegos Olímpicos de Atenas 2004.

## Medallistas
| Evento         | Oro                                    | Plata                                | Bronce                               |
| -------------- | -------------------------------------- | ------------------------------------ | ------------------------------------ |
| 200 m mariposa | Georgina Bardach Argentina 2:14.58. RC | Monique Ferreira · Brasil · 2:16.69. | Vanessa Dueñas · Colombia · 2:18.56. |

RC:Récord de Competición.

## Resultados
| Posición | Carril | Nadador          | Tiempo          |
| -------- | ------ | ---------------- | --------------- |
| 1        | 3      | Georgina Bardach | 2:14.58. RC MCO |
| 2        | 5      | Monique Ferreira | 2:16.69.        |
| 3        | 7      | Vanessa Dueñas   | 2:18.56.        |
| 4        | 2      | Lilian Cerroni   | 2:19.81.        |
| 5        | 4      | María Rodríguez  | 2:22.00.        |
| 6        | 1      | Ximena Mascia    | 2:22.81.        |
| 7        | 6      | Jimena Del Pozo  | 2:25.45.        |
| 8        | 8      | Paola Abad       | 2:28.24.        |

MCO:Marca Clasificatoria a Juegos Olímpicos.